# قاوراوا (سقز)
قرية قاوِراوا (بالكردية: قاوراوا) هي إحدى القرى التابعة لـتيله کو في ريف قسم زيويه من مقاطعة سقز، في محافظة كردستان الإيرانية.

## السكان
حسب إحصاءات سنة 2006، بلغ إجمالي السكان في قاوِراوا 204 نسمة وعدد المساكن 42 مسكن. لغة سكان قاوِراوا هي اللغة الكردية و هم من أهل السنة والجماعة والمذهب الشافعي.